# Letter Bee
Letter Bee (jap. テガミバチ, Tegami Bachi) ist eine Mangaserie des japanischen Zeichners Hiroyuki Asada, die von 2006 bis 2015 in Japan erschien. 2009 wurde sie als Anime-Fernsehserie adaptiert und 2010 fortgesetzt. Das auch ins Deutsche übersetzte Werk ist in die Genres Abenteuer, Fantasy, Drama und Comedy sowie dem Shōnen-Manga einzuordnen.

## Inhalt

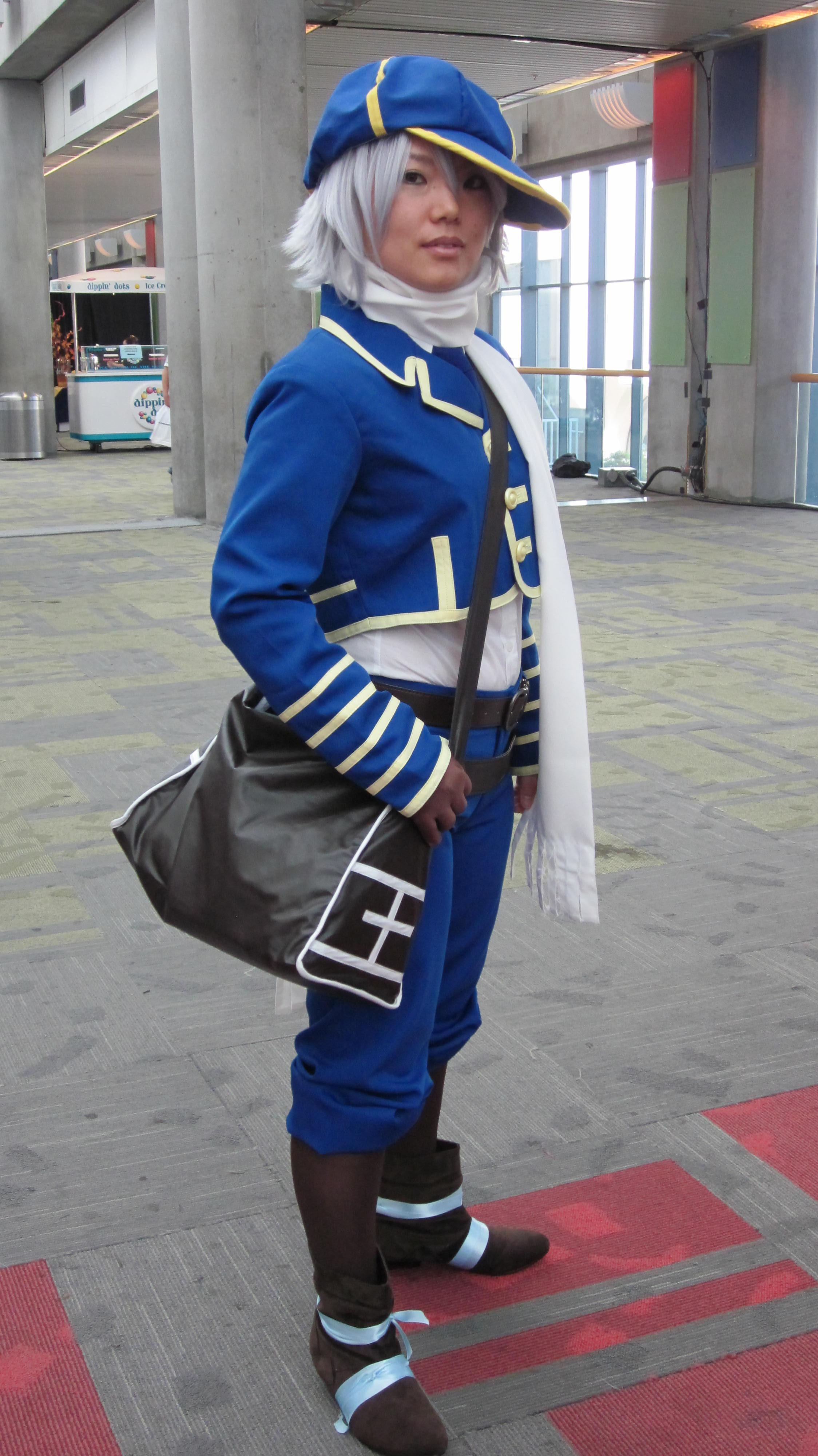
Cosplayer als Lag Seeing in der Uniform der „Letter Bee“

Das Land Amberground liegt in ewiger Nacht, nur in der Hauptstadt Akatsuki verbreitet eine künstliche Sonne Licht. Zwischen den drei Bezirken des Landes reisen nur die „Letter Bee“, Boten, die die Herzen der Menschen transportieren. So reisen diese durch das Land, in deren Dunkelheit die Gaichu leben. Diese riesigen Insekten fressen die Herzen der Menschen und einzig die Letter Bee wagen sich durch die Dunkelheit.
Der 12-jährige Junge Lag Seeing wurde, als er sieben Jahre alt war, vom Letter Bee Goos Suede aus großer Gefahr gerettet. Danach wollte er selbst Bote werden und reist nun im Auftrag des Unternehmens Bee Hive. Er wird begleitet von Niche, einer sogenannten „Dingo“, die als Leibwächter fungieren. Sie hat außerdem ihr Haustier Steak dabei.

## Veröffentlichung
Der Manga erschien zunächst im Magazin Monthly Shōnen Jump des Verlags Shūeisha ab Ausgabe 10/2006 vom 6. September 2006 in Japan. Später wechselte die Serie zum Magazin Jump SQ. Mit der am 4. November 2015 erschienenen Ausgabe kam das letzte Kapitel heraus und die Serie wurde beendet. Die Kapitel wurden auch in 20 Sammelbänden veröffentlicht.
Eine deutsche Fassung erschien zwischen September 2010 und August 2016 vollständig bei Tokyopop. Der Manga wurde ins Englische, Französische und Chinesische übersetzt.

## Anime
2008 entstand eine erste Umsetzung des Mangas als Anime bei Studio Pierrot. Regie führte Mamoru Kanbe, das Charakterdesign stammte von Minako Shiba und die künstlerische Leitung lag bei Akira Itō. Das 28 Minuten lange Special wurde bei der Jump Supertour gezeigt, auf der Website des Magazins auch mit englischen Untertiteln veröffentlicht und später auf DVD herausgebracht.
2009 animierte das Studio Pierrot+ unter der Regie von Akira Iwanaga eine Anime-Serie basierend auf dem Manga. Das Charakterdesign entwarf Minako Shiba und Produzent war Noriko Kobayashi. Das bekannte Studio Pierrot war neben TV Tokyo Produzent der Serie. Es entstanden 25 Folgen mit je 21 Minuten Laufzeit, die die Handlung der ersten fünf Bände der Vorlage enthalten.
Die Serie wurde erstmals vom 3. Oktober 2009 bis zum 27. März 2010 gleichzeitig von TV Tokyo, TV Hokkaidō, TV Aichi, TV Ōsaka, TV Setouchi, TVQ Kyūshū und Gifu Hōsō im japanischen Fernsehen ausgestrahlt. Es folgten Wiederholungen durch Regionalsender. Crunchyroll veröffentlichte eine englisch untertitelte Fassung per Streaming.
Vom 2. Oktober 2010 bis 27. März 2011 folgte in Japan eine zweite Staffel mit dem Titel Tegami Bachi Reverse, die gleichzeitig auf TV Tokyo, TV Hokkaidō, TV Aichi, TV Osaka, TV Setouchi und TVQ Kyūshū ausgestrahlt wurde. Sie setzte weitere fünf Bände des Mangas um.

### Synchronisation
| Rolle      | japanischer Sprecher (Seiyū) |
| ---------- | ---------------------------- |
| Niche      | Ayumi Fujimura               |
| Lag Seeing | Miyuki Sawashiro             |
| Aria Link  | Ami Koshimizu                |
| Zaji       | Daisuke Kishio               |

### Musik
Die Musik der Serie, ausgenommen der Vor- und Abspanntitel, wurde von Kunihiko Ryo komponiert.
Als Vor- und Abspanntitel wurden folgende Titel benutzt, die bei späterer Veröffentlichung als Singles auch in die Oricon-Charts eintraten:
Für die erste Staffel sind die Vorspanntitel Hajimari no Hi (はじまりの日; Platz 11) von Shikao Suga feat. Mummy-D für die ersten 13 Folgen und Love Letter no Kawari ni Konoshi o. (ラブレターのかわりにこの詩を。; Platz 95) von Seira für die restlichen. Die Abspanne wurden unterlegt mit den Liedern Hatenaki Michi (果てなき道; Platz 33) von Himeka für die ersten 13 Folgen und Hikari no Kioku (光の記憶; Platz 9) von Angelo für die restlichen.
Die zweite Staffel benutzte Chiisana Mahō (小さな魔法; Platz 23) von Stereopony für die ersten 13 Folgen im Vorspann und Yakusoku (約束, Platz 13) von Shikao Suga für die restlichen. Für den Abspann kam Wasurenagusa (勿忘草; Platz 18) von Piko zum Einsatz.

## Rezeption
Die Bände verkauften sich in Japan jeweils über 85.000 mal in den ersten Wochen, der 20. und letzte Band erreichte diese Zahl bereits in der Woche seines Erscheinens.
Die deutsche Zeitschrift Animania lobt, „dass der sich langsam und allmählich entfaltende Plot stets klar und verständlich bleibt“, trotz einer „Fülle an Hintergrundinformationen und geheimnisvollen Gegenständen“. Trotz des „romantisch-fantastischen Designs und der Herzthematik“ werde „ein waschechter Abenteuer-manga in der Tradition von Gin Tama und D.Gray-man“ geboten. Der Anime sei mit vielen bekannten Synchronsprechern besetzt worden und in Japan ein Erfolg gewesen.
Jonathan Clements und Helen McCarthy heben ebenfalls die Balance der ausgedehnten ruhigen Passagen von Monologen und Selbstreflexionen mit den zwischendurch auftretenden Actionsequenzen und politischen Intrigen hervor, wenngleich das Drehbuch manchmal überreizt wirke und die Fülle an Details an „Schnickschnack“ grenze. Auch spiele sich die Musik häufig übertrieben in den Vordergrund und sei teilweise kitschig-schmalzig. Im Gegensatz dazu seien die Bildhintergründe wiederum atemberaubend und schaffen eine faszinierende, überzeugende vorindustrielle Welt.